# The Prophecy (videojuego)
The Prophecy (conocido en Europa como Ween: The Prophecy) es un juego de aventuras point-and-click en un escenario de fantasía desarrollado por Coktel Vision y MDO, y lanzado en Europa en 1992 para MS-DOS, Amiga y Atari ST. Fue distribuido por Sierra On-Line en Norteamérica en 1993. También se ha lanzado una versión comercial alemana.

## Jugabilidad y trama
El juego toma lugar en el reino de Blue Rocks, en el cual el jugador asume el papel de un hechicero bueno llamado Ween, quien tiene la tarea de enfrentarse al malvado hechicero Kraal. En tres días, al final del gran eclipse, Kraal planea apoderarse del reino. Sin embargo, una profecía afirma que, si un valiente héroe coloca tres granos de arena en el reloj de arena de Revuss en el día del eclipse, la perdición de Kraal quedaría sellada. Para cumplir con la profecía en el tiempo limitado de tres días, el jugador deberá pasar por tres misiones, resolviendo varios puzles en el camino para obtener los tres granos de arena que el jugador deberá poner en el reloj de arena.
Los objetos esparcidos por los niveles son detectados con el cursor. Por lo general, el jugador debe resolver cada puzle en secuencia. Al igual que en la serie Gobliiins de la compañía, el personaje del jugador no puede morir, aunque es posible fracasar en la última pantalla, resultando en un game over. El juego experimenta con el tono de los gráficos utilizando un estilo sepia por fuera y colores vivos por dentro, logrando cambiar la atmósfera.

## Recepción crítica
Quandrey le dio un 80%, escribiendo que el juego podría ahuyentar a algunos jugadores debido a su movimiento restrictivo que solo se libera una vez que los jugadores hayan completado un puzle particular. Metzomagic le dio un 80%, elogiando su «falta total de combate» como uno de los aspectos atractivos del juego de aventuras «absorbente y desafiante». Ace Magazine sintió que los niveles del juego fueron variados y estéticamente agradables. CU Amiga Magazine sintió que los puzles fueron totalmente ilógicos.
Adventure Gamers le dio un 40%, comentando que, para los jugadores que no disfrutan particularmente los puzles de inventarios, el juego fácilmente se torna «oscuro, tedioso y, bueno... simplemente desagradable». Tap-Repeatedly/Four Fat Chicks le dio una reseña negativa, escribiendo que «considerando el hecho de que juego juegos por diversión y no solo The Prophecy no fue muy divertido, resultó levemente perturbador en algún subconsciente, a un nivel casi límbico, voy a tener que desaconsejar jugarlo con los términos más fuertes posibles: La caca de maíz».